# 다비데 파라오니
마르코 다비데 파라오니(이탈리아어: Marco Davide Faraoni, 1991년 10월 25일 ~ )는 이탈리아의 축구 선수로, 현재 세리에 A 피오렌티나에서 활동하고 있다.

## 수상 경력
인테르나치오날레 (친선 대회)
- TIM 트로피: 2011

인테르나치오날레 (유스팀)
- 토르네오 디 비아레조: 2011